# Winnica (Kraków)
Winnica (234 m) – wzgórze w Krakowie, w Dzielnicy VIII Dębniki. Położone jest na terenie Bielańsko-Tynieckiego Parku Krajobrazowego. Na wzniesieniu znajduje się Fort Winnica. Pod względem geograficznym wzgórze znajduje się na Pomoście Krakowskim zaliczanym do makroregionu Bramy Krakowskiej. 
Wzgórze Winnica wznosi się po południowo-zachodniej stronie ulicy Winnickiej. Jest częściowo bezleśne, częściowo porośnięte lasem. W jego zboczu Austriacy podczas budowy fortu wykonali dwie sztolnie Kawerna Winnica Pierwsza, Kawerna Winnica Druga.
W Krakowie jest jeszcze drugie wzgórze o nazwie Winnica. Nazwa obydwu wzgórz pochodzi od tego, że kilkaset lat temu znajdowały się na nich winnice. Klimat w Polsce wówczas był cieplejszy i sprzyjał uprawom winogron. Później klimat stał się surowszy i uprawy winogron zaniechano.